# Municipio de Vermillion (Indiana)
El municipio de Vermillion (en inglés: Vermillion Township) es un municipio ubicado en el condado de Vermillion en el estado estadounidense de Indiana. En el año 2010 tenía una población de 924 habitantes y una densidad poblacional de 7 personas por km².

## Geografía
Según la Oficina del Censo de los Estados Unidos, tiene una superficie total de 132.04 km², de la cual 130,82 km² corresponden a tierra firme y (0,93 %) 1,23 km² es agua.

## Demografía
Según el censo de 2010, había 924 personas residiendo. La densidad de población era de 7 hab./km². De los 924 habitantes, estaba compuesto por el 99,46 % blancos, el 0,11 % eran amerindios, el 0,11 % eran de otras razas y el 0,32 % eran de una mezcla de razas. Del total de la población el 0,22 % eran hispanos o latinos de cualquier raza.